# 東洸
東洸（とうこう : 粟生屋東洸）は、京焼（清水焼）の窯元の一つで、陶芸家の名跡。

## 歴代
- 初代　東郊（とうこう）｜粟生屋源兵衛（あおや　げんべい）
1798年(寛政10年)加賀前田藩の命により焼き物を研究する。

- 二代 東郊｜粟生屋源右衛門
1822年 若杉窯の本多貞吉のもとで学ぶ。前田家の御用を受け、復興九谷焼の発展に尽力する。
- 三代 東郊（青木栄五郎、弘化2年（1845年） - 明治39年（1906年））｜粟生屋源右衛門
本名「青木栄五郎」。二代 東郊 粟生屋源右衛門の子。廃藩置県により京都に居住する。
- 四代 東洸（とうこう）｜粟生屋東洸　中村東洸　加陽庵　
本名「中村仁三郎」。三代 東郊の養嗣子となり倶に京に出て、陶風を養父に受け、上田丹涯画伯に師事「豊谷窯」築窯。1907年、二条基弘公「東郊」を「東洸」に更められ、以後、粟生屋東洸とする。1915年、土方久元伯より「加陽庵」の庵号と雅印を賜る。1944年、芸術保存作家・技術保存作家に指定される。
- 五代 東洸（とうこう）｜粟生屋東洸　中村東洸　加陽庵
本名「中村昌夫」。京都市立美術工芸学校（現：京都芸大）絵画科卒業後、楠部弥弌に師事し陶芸に従事する。後父東洸に業を習い清水六和の指導を受ける。五条会 会員となり老父東洸逝去後、五代東洸を襲名する。帝展、文展、日展入選を「八回」する。1944年、三月芸術保存作家に指定される。1960年、永楽善五郎、楽吉左衛門らと共に技術保存作家の集まりとして、京都伝統陶芸家協会を発起設立する。1975年に61歳で逝去。
- 六代 粟生屋東洸（1948年- ）中村東洸　加陽庵
四代の子。本名「光三」、号「華中亭」。1976年、六世 東洸を襲名。中村東洸として、全国の百貨店美術画廊で個展を開催。2007年、屋号を「粟生屋東洸」とする。京都伝統陶芸家協会の会員として、2013年の佐川美術館での京焼 京都伝統陶芸家協会創立55周年記念展まで参加した。